# Pyrinia zizana
Pyrinia zizana es una especie de polilla de la familia Geometridae. La especie fue descrita por primera vez por William Warren habiendo sido descrita en 1896, con distribución en Ecuador y Perú. El holotipo de la especie fue descrita en el Departamento del Cuzco.

## Descripción
Es una polilla mediana de una envergadura de 24 milímetros (0,9 plg) de color amarillo intenso. El ala anterior cuenta con un ligero tinte oliva hacia la costa, las estrías en la costa son de color marrón, por debajo son naranja. Cuenta con una ligera mancha marrón en el extremo de la celda y otra oblicuamente debajo de ella hacia la base. La mitad exterior del ala es marrón violáceo, con bordes internos difusos, con una pequeña mancha brillante en la costa antes del ápice y que contiene hacia el ángulo anal una mancha negruzca profunda. Tiene una franja marrón con una mancha amarilla en el ápice.
El ala posterior es amarillo intenso con estrías anaranjadas. Cuenta con una línea central fina y un borde marginal más profundo, que se torna marrón oscuro en el ápice.